# Forse che sì forse che no (romanzo)
Forse che sì, forse che no è un romanzo di Gabriele D'Annunzio pubblicato nel 1910. La stesura del romanzo era iniziata con qualche difficoltà già l'anno prima, ma il lavoro non pareva decollare.
D'Annunzio diede al romanzo come titolo un celebre motto presente nel soffitto ligneo a labirinto del Palazzo Ducale di Mantova, di cui restò affascinato durante una sua visita del 1907.

## Trama
Romanzo ambientato nel mondo dell'aviazione che muoveva, al tempo, i primi passi; il romanzo descrive lo sviluppo di passioni che legano e dividono cinque personaggi borghesi e che sono fatalmente destinate a lasciare una "scia" di dolore e morte. 

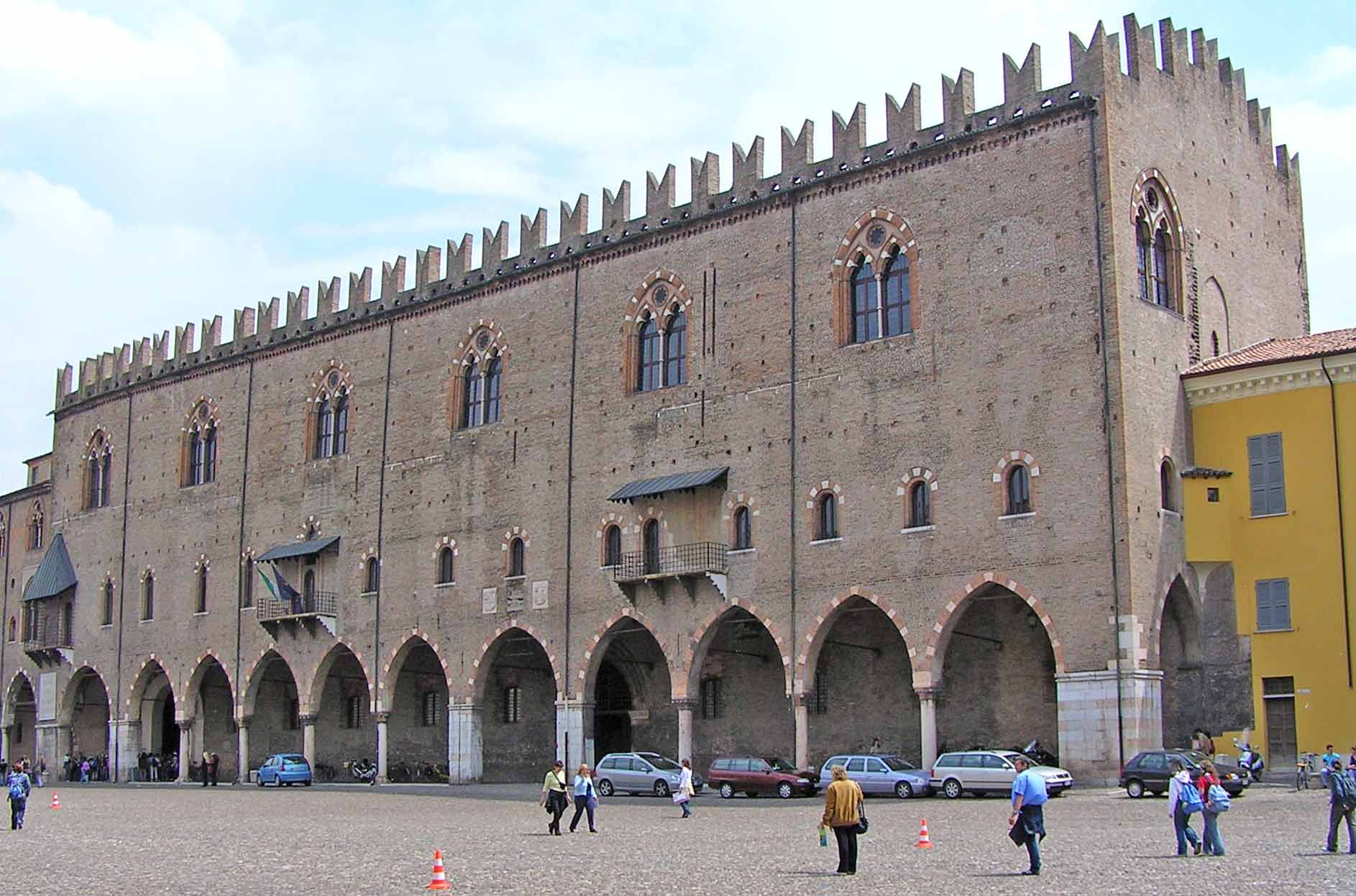
Il Palazzo Ducale di Mantova, da cui è stato tratto il titolo del romanzo, riportato sul soffitto della stanza del labirinto

La vicenda verte sulla nascita di una violenta passione amorosa tra Paolo Tarsis e Isabella Inghirami. Nel retroscena si intrecciano le vicende di Vanina e Lunella, sorelle di Isabella, e di Aldo, fratello delle tre.
La dolorosa scoperta della storia d'amore tra Paolo e Isabella da parte di Aldo e Vanina causa una precipitosa caduta verso tendenze suicide: Aldo e Vanina tentano insieme il suicidio sporgendosi da una muraglia diroccata. Vanina è infatti innamorata di Paolo, ma Isabella, pur consapevole di questo amore, continua la sua storia con Paolo. In un primo momento non si colgono le motivazioni di Aldo, emerge poi verso la fine del romanzo che egli intrattiene relazioni sessuali con la sorella Isabella. 
Vanina si reca da Paolo per svelare la relazione sussistente tra il fratello e la sorella maggiore. Paolo, furente, aspetta l'arrivo di Isabella sulla quale sfoga la sua ira, percuotendola e insultandola mentre la sorella Vanina rientra in casa e si suicida. 
Inizia da questo momento la progressiva crisi di Isabella, personaggio finora molto sicuro e determinato, che sfocia in una follia inarrestabile, al punto che il padre e la matrigna di Isabella sono costretti a ricoverarla in un istituto senza che Paolo riesca a trovare una soluzione alternativa. 
Le vicende amorose si intrecciano con due gare aeree, nella prima delle quali Giulio, amico di Paolo, perde la vita mentre il protagonista esce vittorioso. Il romanzo si chiude con l'atterraggio di Paolo in Sardegna.
Curiosità: un meraviglioso passo del romanzo ha dato origine all'espressione "Piazza dei Miracoli", con cui è universalmente nota la Piazza del Duomo di Pisa. 
Lo riportiamo qui:

## Analisi
Il romanzo è molto diverso dal classico canovaccio della trama per poter far troneggiare il proprio protagonista. Il personaggio non è il classico alter-ego dannunziano, che ostenta la propria grandezza dominante del superuomo esteta, ma è un personaggio borghese, rappresentante della nuova società media italiana di inizio secolo. 
Paolo Tarsis non si compiace della propria ineffabilità,  ma rispecchia i desideri della massa delle macchine, degli aeroplani, ragionando non più come un nobile decadente egotista, ma come un futurista, appassionato per il movimento, la rapidità e per i nuovi mezzi di trasporto. Anche la coprotagonista Isabella è l'unica donna dannunziana a non cadere vittima dell'universo egoista superomistico del protagonista, non risultando neanche descritta in una connotazione negativa come "femme fatale"; ma è una normale compagna di Paolo con cui condivide passioni e amori. La traccia dannunziana tuttavia è molto presente sul fattore della nuova corrente di pensiero e movimento, appunto gli aeroplani e l'ottica della velocità e della dominazione sulla natura per mezzo della macchina. 
D'Annunzio glorifica questo nuovo periodo di cambiamenti, e mette in mostra il suo eroe, ancora coperto di quella patina di superomismo dominante. Lo stile è piuttosto elaborato, ma composto di periodi brevi e chiari, molto descrittivi, diverso dal tipico stile elevato e panico. L'influsso esterno questa volta viene da Marcel Proust, ed è evidente in alcuni riecheggi nostalgici di decadentismo durante la descrizione del Palazzo Gonzaga con la scritta del titolo del romanzo, dove il periodo è intriso di piccoli squarci lirici. 